# 九一式広軌牽引車
九一式広軌牽引車（きゅういちしきこうきけんいんしゃ）とは、大日本帝国陸軍が1931年（昭和6年）に採用した鉄道連隊用の装輪装甲車である。タイヤによる路上走行だけでなく、鉄輪に交換する事で線路上を走行可能であるという特徴を持っていた。

## 開発の経緯

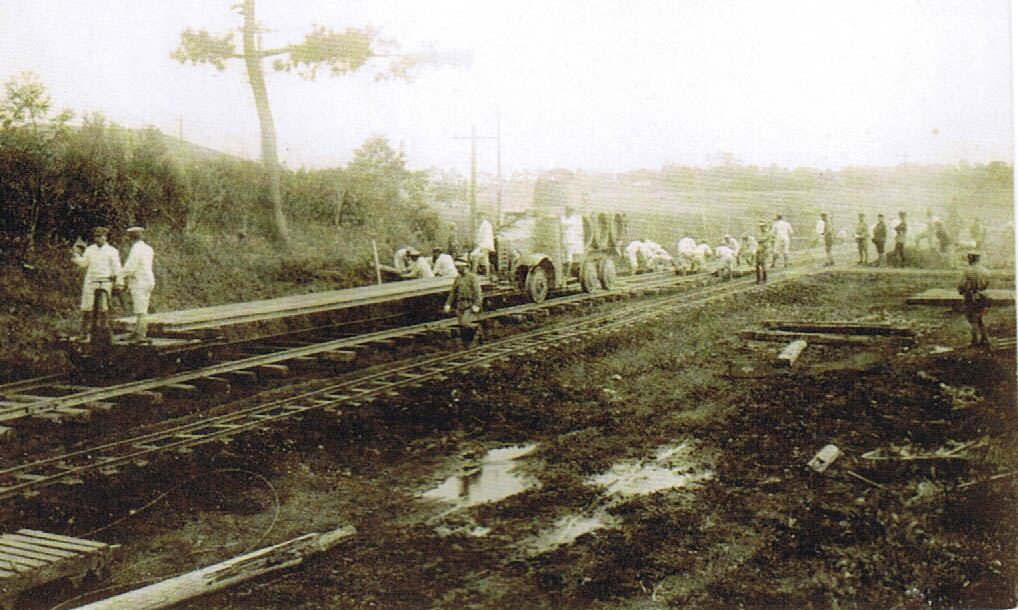
資材牽引中の同車

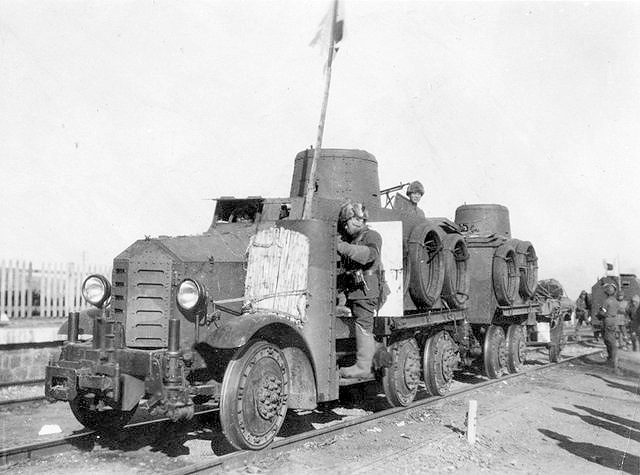
2両（台）連結した同車

鉄道の敷設及び管理・運営にあたる鉄道連隊は当初防備用に簡単な装甲を施した貨車を持つ程度だったが、日本が中国大陸に進出すると共に鉄道の重要性も高まり、これを匪賊（ゲリラ）等の襲撃から守る為の本格的な車両が必要となった。当初は臨時に編成した装甲列車を用いていたが、装甲列車ではその規模と蒸気機関車を使用する関係から即応性に欠けるものであった。そこで日本陸軍はガソリンエンジンを装備して自走し、必要に応じて軌道外で追撃戦も行える装甲車の開発に着手することにした。
まず、ウーズレー装甲自動車の製作経験のある石川島自動車製作所に開発が命じられ、1929年（昭和4年）に最初の試作車が完成した。この試作車は4輪型の軌道車で、石川島自動車ではスミダRSW型と呼ばれた。満州方面で実戦配備された。
ついで石川島自動車は、軍用自動車保護法によって製造されたスミダ六輪自動貨車（丙種六輪自動車）を基に、より本格的な試製九〇式広軌牽引車（社内名称スミダPA型・A6型エンジン搭載）を試作した。路外走行用のソリッドタイヤは、明治ゴムタイヤと苦労の末に共同開発した。この九〇式広軌牽引車を元に、車体後部の乗員室の幅を拡張するなどの小改良を加えて、九一式広軌牽引車として制式化した。

## 性能

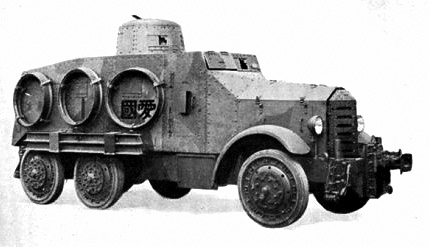
資材牽引中の同車

上で述べたように路上及び軌上を走行可能であった。路上走行用にはゴム製のソリッドタイヤを使用し、軌道上を走行する際には鉄輪を使用した。車体前後に大型のジャッキを装備し、これを用いて車体を持ち上げて車輪を交換した。なお、車幅は広軌（1,520mm）と標準軌（1,435mm）に対応していた。線路上ではトラック程度の出力でも貨車の牽引には充分であり、鉄道敷設の資材輸送に活躍した。
九一式広軌牽引車はトラックを基に開発された関係上変速ギアが前進5段・後進1段しかなく、しばしば2輌を背中合わせに連結して逆進しやすいように運用した。この欠点は後に九四式六輪自動貨車を基に開発された九八式鉄道牽引車（ガソリンエンジン）及び一〇〇式鉄道牽引車（ディーゼルエンジン）で、独立した逆転機を取り付けることにより改善されることとなる。

### 装甲
装甲は120メートルの距離からの7.7mm小銃弾による直接射撃および砲弾の破片に対して安全なものとされ、側面5 mm、上面2mm、その他3mmの装甲板を備えた。（高橋昇『軍用自動車入門』では装甲厚を6mmとしている）

### 武装
鉄道連隊の兵種は工兵であって、武装については戦車を保有する歩兵科とのセクショナリズムの関係上付けることができなかった。そのため、砲塔がありながら固定式の武装が設けられず、戦闘時には着脱式の機関銃及び乗員の携行武器を用いた。後に開発された装軌式の鉄道装甲車である九五式装甲軌道車でも、こうした点は変わらなかった。銃眼は前後左右に設けられ、同時に4挺、前後方に2挺を向けることが可能であった。だが配備先の鉄道連隊では軽機関銃が配備されなかった部隊もあり、中国軍から鹵獲したチェコ製の軽機関銃を使用した。鹵獲品は弾薬の調達に苦労したという。

## 生産

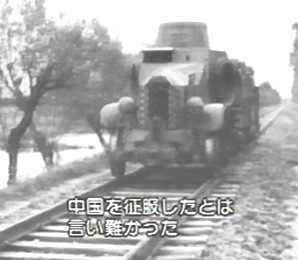
大陸打通作戦で使用中の九一式広軌牽引車

生産は試作を行った石川島自動車（ブランド名はスミダ・いすゞ自動車の前身）ではなく、瓦斯電（ブランド名はチヨダ・現日野自動車の前身）が担当し、エンジンのみ石川島自動車製のものが搭載された。この2社は1937年（昭和12年）に合併して東京自動車工業（ブランド名はいすゞ）となり、ヂーゼル自動車工業に改称したのち再び別企業に分かれている。

## 運用
南満州鉄道の警備を行う独立守備隊や、各地の鉄道で作戦する鉄道連隊などに配備された。満州事変の際に「装甲軌道車」「装甲単車」の名で実戦使用されたのを皮切りに、鉄道の敷設や修復、警備などにあたり、大いに活躍した。
満洲事変における北満進出では第二師団がハルピンから先で5フィート軌間（1,520mm）となる東支鉄道で貨物輸送が滞っていた。そこで本車と九一式軽貨車が投入されて兵站問題を解決した。

## 派生型

### 南満州鉄道向け車両
本車と同等の車両が昭和8年度、装甲軌道車ソニとして南満州鉄道に11両が納入され、線路警備に使用された。また、南満州鉄道では1932年、満州事変の記念品として本車を象ったブロンズ像（朝倉文夫作）を製作、配布している。　

### 装輪装甲車
本車の派生車両ないし姉妹車両として、軌道走行機能を削除した純粋な装輪装甲車も開発された。本車ないし試作型の九〇式広軌牽引車の技術を基に、日本陸軍向けに開発された6輪装甲車は、献納兵器の愛国号として少数生産された。車体がややコンパクトにまとめられ、計3挺の十一年式軽機関銃が砲塔と左右側面に設置された。このうち「愛国2号装甲車」など少なくとも2輌は、熱河作戦において百武俊吉中尉率いる戦車隊に配備されている。

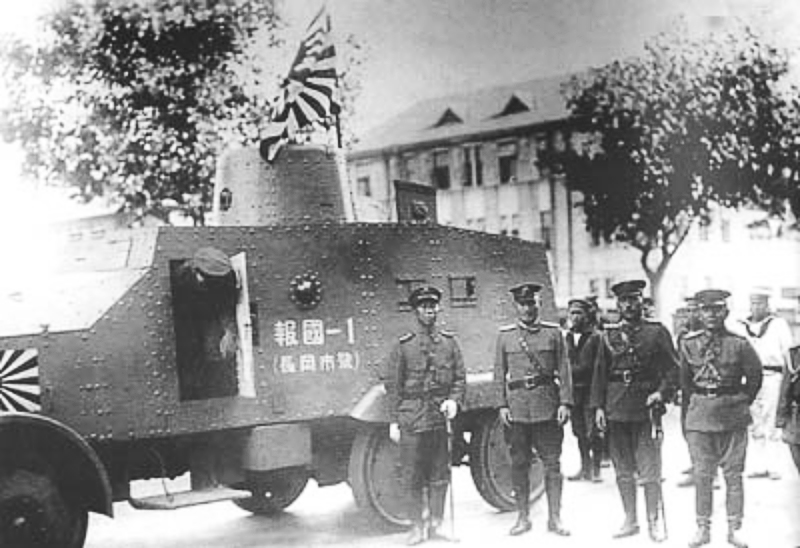
「報國一号」（長岡市號）

また、日本海軍向けにも、別な派生型が生産されている。陸軍向けの派生型に比べると設計変更は小規模で、鉄道関係の設備を除いただけに近い。ただし、時期によって現地でスカート追加などの改造が施されている。こちらも献納兵器の報国号として、九三式装甲自動車とともに生産され、「報国1号装甲車」などが確認できる。上海海軍特別陸戦隊に配備された。